# Karen Girl’s
Karen Girl's (яп. 可憐Girl's Karen Gāruzu) — японская девичья группа из трёх человек, сформированная в 2008 году агентством талантов Amuse. Группа исполняла песни для аниме Zettai Karen Children в течение всего времени показа.

## История
Группа Karen Girl’s была сформирована из учеников начальной школы в результате прослушивания. Группа была представлена агентством талантов Amuse и выпустила свои записи на звукозаписывающем лейбле Geneon Universal Entertainment Japan. Группа была представлена как «младшая сестра» трио девушек Perfume. Karen Girl’s спели несколько тематических песен для аниме Zettai Karen Children, и стали неактивными после окончания сериала. В 2010 году Аями и Судзука стали основательницами Sakura Gakuin, идол-группы, созданной тем же агентством. Юика стала участницей идол-группы Maboroshi Love.
Сузука стала одним из основателей идол-метал группы Babymetal, взяв себе сценическое имя Su-metal. Со своей новой группой она исполнила кавер-версию дебютного сингла группы «Over the Future», переделанную в хэви-метал стиль с подзаголовком «Rising Force ver.», на шоу Legend «D» Su-metal Seitansai в Akasaka Blitz 20 декабря 2012 года, в тот же день, когда Судзуке исполнилось пятнадцать лет.

## Участники
| Имя     | Оригинальное имя                   | Дата рождения    | Место рождения |
| ------- | ---------------------------------- | ---------------- | -------------- |
| Аями    | Аями Муто (яп. 武藤 彩未)          | 29 апреля 1996   | Ибараки        |
| Юика    | Юика Сима (яп. 島 ゆいか)          | 20 сентября 1996 | Кумамото       |
| Судзука | Судзука Накамото (яп. 中元 すず香) | 20 декабря 1997  | Хиросима       |

## Дискография

### Студийные альбомы
| Название          | Дата выпуска    | JP (Oricon) | Лейбл  |
| ----------------- | --------------- | ----------- | ------ |
| Fly to the Future | 25 февраля 2009 | 19          | Geneon |

### Синглы
| Название          | Дата выпуска   | JP (Oricon) | Лейбл  |
| ----------------- | -------------- | ----------- | ------ |
| «Over the Future» | 25 июня 2008   | 17          | Geneon |
| «My Wings»        | 26 ноября 2008 | 26          | Geneon |

## Заметки
1. ↑   Отсылка на одноимённую песню и альбом Ингви Мальмстина.